# بلسم طولو

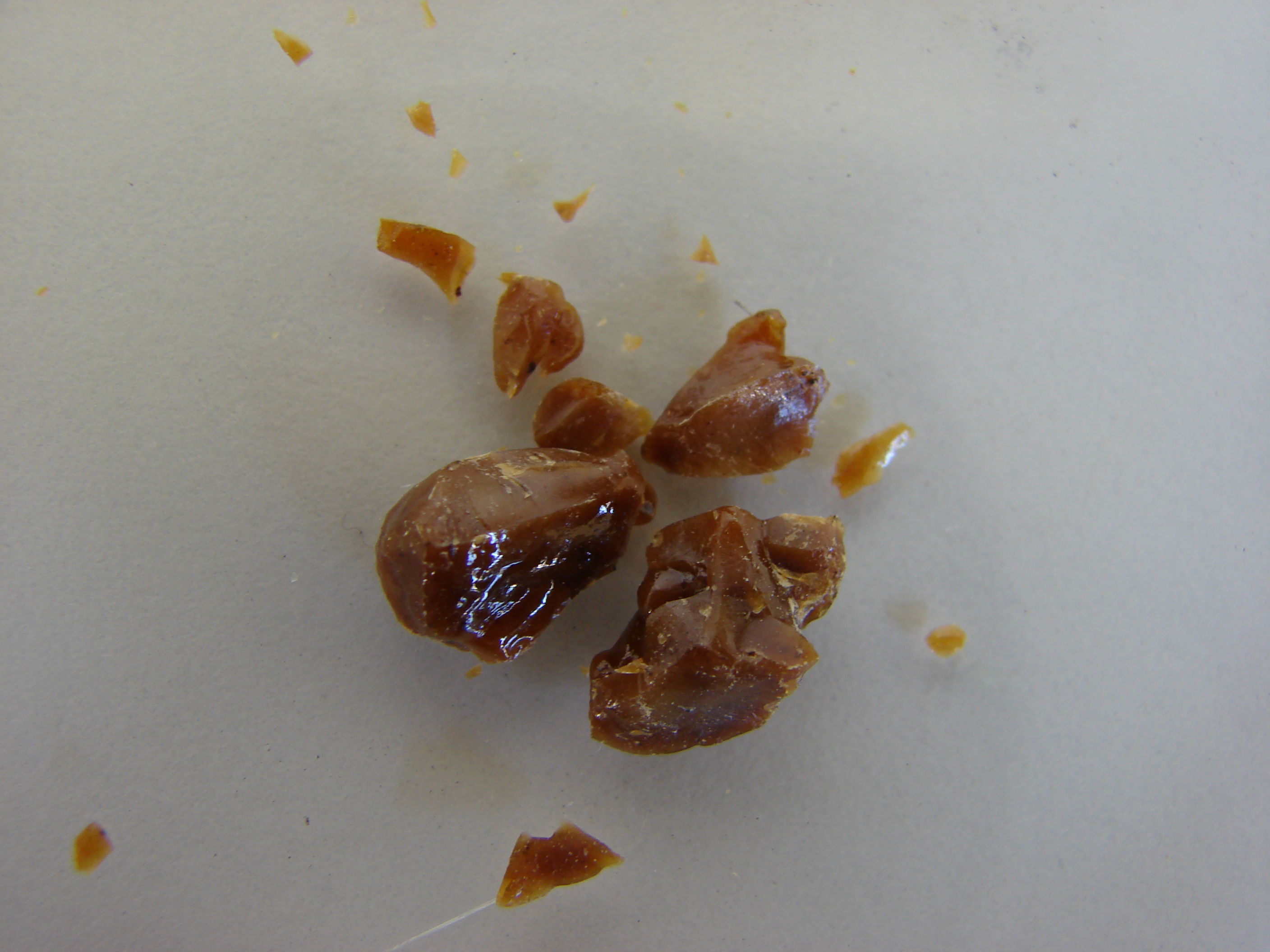

بلسم طولو هو مفرز نحصل عليه من تجريح جذوع شجرة نبات الميروكسيلون البلسمي Myroxylon balsamum (L.)Harms وهي شجرة كبيرة تختلف ولكن بشكل بسيط عن تلك التي تعطي بلسم البيرو، التي تنمو في أمريكا المدارية (فنزويلا وكولومبيا). وهو عقار دستوري ذو خواص صدرية ومطهرة.

## التاريخ
وصف بلسم طولو بواسطة موانرديس في عام 1574، وقد لوحظ بتجميعه بواسطة واير في عام 1863.

## التجميع
يجمع العقار بصنع شقوق على شكل حرف V في اللحاء، يستقبل المفرز في القرع الموضوع في زاوية الشق V. العديد من هذه المستقبلات تثبت على كل شجرة، يكون مردود كل شجرة من 8–10 kg. دوريا، ينقل البلسم إلى حاويات كبيرة.

## الخواص
عندما يستورد طازجا يكون بلسم طولو لينا اصفر اللون وشبه صلب. عند حفظه يتحول إلى مادة صلبة قصيمة بلون بني ويلين بالتسخين، وإذا ضغط قليل منه بين شريحتين زجاجيتين يظهرالفحص المجهري بلورات من حمض السيناميك، وراتين resin عديم الشكل وحطام نباتي. الرائحة عطرية وعبيرية، المذاق عطري، يشكل العقار كتلة بلاستيكية عندما يمضغ.
يكون غالبا ذوابا في الكحول، ويكون المحلول حمضي على عبادة الشمس litmus ويعطي لونا اخضرا مع كلوريد الحديديك (قد يعود اللون الأخير لوجود الريزينوتانول). وبشكل مشابه لعقاقير أخرى حاوية على حمض السيناميك، فهو يعطي رائحة البنز ألدهيد عندما يؤكسد المطبوخ المرشح بمحلول برمنغنات البوتاسيوم.

## البنية الكيميائية
يحوي بلسم طولو على حمض الجاوي وحمض القرفة.
كما يحتوي بلسم طولو على آثار من الڤانيلين وكحول الفارنزول.

## التأثير الفيزيولوجي والاستعمال
- بلسم طولو مقشع ومطهر.
- يستعمل في أمراض الجهاز التنفسي.

## القطانيات الزيتية الراتنجية
هي مواد صلبة وشبه صلبة ذات طبيعة كيميائية معقدة، تنتج عن اكسدة الزيوت الطيارة ولكنها بحد ذاتها ليست طيارة، لها قوام لزج وتنحل في محلات الشحوم. يعتبر بلسم طولو أحدها.